# Смирненска епархия
Смирненската епархия (на гръцки: Ιερά Μητρόπολη Σμύρνης, на турски: İzmir Metropolitliği) е епархия на Вселенската патриаршия. Диоцезът съществува от 325 до 1922 година с център в град Смирна, на турски Измир. От 1922 до 2016 година титлата Митрополит на Смирна, ипертим и екзарх на цяла Азия (Ο Σμύρνης υπέρτιμος και έξαρχος πάσης Ασίας) е вакантна. На 11 септември 2016 година за смирненски митрополит е ръкоположен Вартоломей.

## История
Смирна е завзет от еолийски гърци в XI век пр. Хр., разрушен от лидийците в 580 година пр. Хр. и възстановен около 300 година пр. Хр. от Александър ΙΙΙ Македонски. Смирненската епископия е основана в 325 година под примата на Ефеската митрополия. Между 451 и 457 година става архиепископия и през IX век митрополия с три подчинени епископии. В XII век епископиите са придадени на Ефеската митрополия, но по-късно отново са върнати към Смирна. Към XIV век не остава нито една епископия. В 1766 година е създадена Мосхонисийската епископия, която в 1922 година става самостоятелна митрополия.
Митрополията граничи с Ефеската на север, изток и юг и с Вриулската и Бяло море на запад. Други градове в епархията са Приноварис (Борнова) и Вузас (Буджа) – днес северно и южно предградие на Измир.
След разгрома на Гърция в Гръцко-турската война и обмена на население между Гърция и Турция в 1922 година, на територията на епархията не остава православно население. На 11 септември 2016 година за смирненски митрополит е ръкоположен Вартоломей.

## Митрополити
| Име         | Име          | Управление                             | Забележка                                                 | Години      |
| ----------- | ------------ | -------------------------------------- | --------------------------------------------------------- | ----------- |
| Калиник     | Καλλίνικος   | 2 октомври 1765 – 24 януари 1770       | в търновски м.                                            | ? – 1791    |
| Прокопий    | Προκόπιος    | 24 януари 1770 - 29 юни 1785           | от ганоски и хорски м., във вселенски п.                  | 1734 – 1810 |
| Григорий    | Γρηγόριος    | 1785 - 11 май 1797                     | във вселенски п.                                          | ? – 1821    |
| Антим       | Άνθιμος      | 11 май 1797 - 20 октомври 1821         | в халкидонски м.                                          | ? – 1842    |
| Паисий I    | Παίσιος      | октомври 1821 - юни 1827               | от апамейски т.е., подал оставка, в родоски м.            | ? – ≥1829   |
| Йеротей     | Ιερόθεος     | юни 1827 - октомври 1831               | по-късно веленски м.                                      | ? – 1848    |
| Серафим     | Σεραφείμ     | октомври 1831 - юли 1833               | от ксантийски м.                                          | ? – 1842    |
| Хрисант I   | Χρύσανθος    | юли 1833 - 1 април 1837                | от драчки м., в бурсенски м.                              | ? – 1846    |
| Паисий II   | Παίσιος      | 1 април 1837 - март 1840               | от софийски м., уволнен, по-късно софийски м.             | ? – 1877    |
| Хрисант II  | Χρύσανθος    | юни 1840 - декември 1840               | от мирски т.е. (април 1834), уволнен, по-късно критски м. | ? – 1869    |
| Атанасий ΙΙ | Αθανάσιος    | януари 1841 - 27 декември 1850 †       | от костурски м.                                           | ? – 1850    |
| Антим ΙΙ    | Άνθιμος      | 3 януари 1851 - 1853 †                 | от илиуполски е.                                          | 1793 – 1853 |
| Паисий III  | Παίσιος      | 15 февруари 1853 - 15 ноември 1857     | в пловдивски м.                                           | ? – 1872    |
| Хрисант II  | Χρύσανθος    | 15 ноември 1857 - 4 септември 1869 †   | от пловдивски м.                                          | ? – 1869    |
| Мелетий     | Μελέτιος     | 25 септември 1869 - 30 декември 1883 † | от филаделфийски м.                                       | ? – 1883    |
| Василий     | Βασίλειος    | 22 декември 1884 – 23 януари 1910 †    | от анхиалски м.                                           | ? – 1910    |
| Хрисостом   | Χρυσόστομος  | 11 март 1910 – 27 август 1922 †        | от филипийски м.                                          | 1867 – 1922 |
| Вартоломей  | Βαρθολομαίος | 11 септември 2016                      |                                                           | 1972 –      |